# Giovacchino Fortini

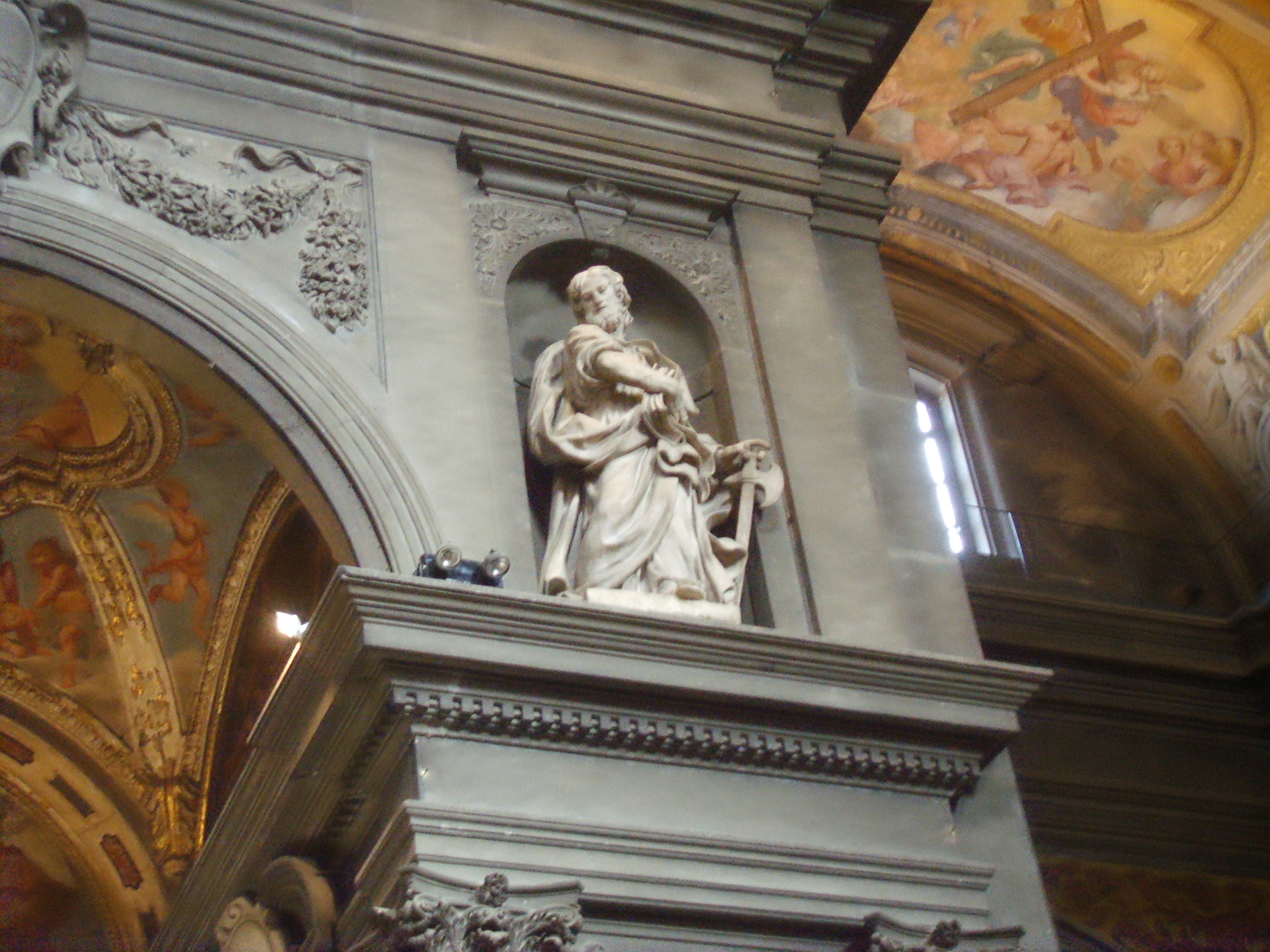
Statua di San Mattia, Chiesa di San Michele e Gaetano, Firenze

Giovacchino Fortini (Settignano, 20 ottobre 1670 – Firenze, 16 dicembre 1736) è stato uno scultore e architetto italiano, del periodo tardobarocco.

## Biografia e opere
Giovacchino Fortini fu uno dei maggiori scultori toscani del XVIII secolo.
Figlio dello scalpellino settignanese Pier Maria Fortini e di Margherita Tortoli, fu fratello maggiore del pittore Benedetto. 
Accanto alla sua attività principale di scultore, il Fortini fu anche un architetto e un incisore di medaglie, il migliore di area toscana del '700 insieme a Massimiliano Soldani Benzi.
Allievo di Giovan Battista Foggini, anche lui scultore ed architetto, la sua opera più importante fu la decorazione scultorea e architettonica del Complesso di San Firenze dove completò l'architettura dell'interno della Chiesa dei Filippini, dal 1715, dopo la morte di Pier Francesco Silvani.
Intervenne, sempre in San Firenze, nella facciata esterna sono sue le statue della Fede e della Speranza sopra il portale della chiesa. Altre sue opere, compresi due bassorilievi e le statue della Purezza e Carità, sono nell'interno della chiesa.
Sempre in qualità di architetto fu chiamato a completare la struttura della Villa di Castelpulci, sua è l'imponente facciata di questo complesso affacciata sulla valle che conduce da Scandicci in direzione di Pisa; fu chiamato anche per l'ammodernamento in stile rococò della facciata di Palazzo Dami a Firenze. Insieme al fratello mise mano all'ammodernamento settecentesco di Villa Il Diluvio a Scandicci.
Nella Basilica della Santissima Annunziata fece due lavabi che si trovano nella Sacrestia mentre un altro lavabo di pregevole fattura si trova nella sacrestia della Chiesa di Santa Maria Novella. Nella barocca Chiesa dei Santi Michele e Gaetano fu chiamato, insieme ai maggiori scultori del sei-settecento fiorentino tra cui il suo maestro Giovan Battista Foggini, a completare la decorazione scultorea iniziata da Antonio Novelli intorno al 1640.

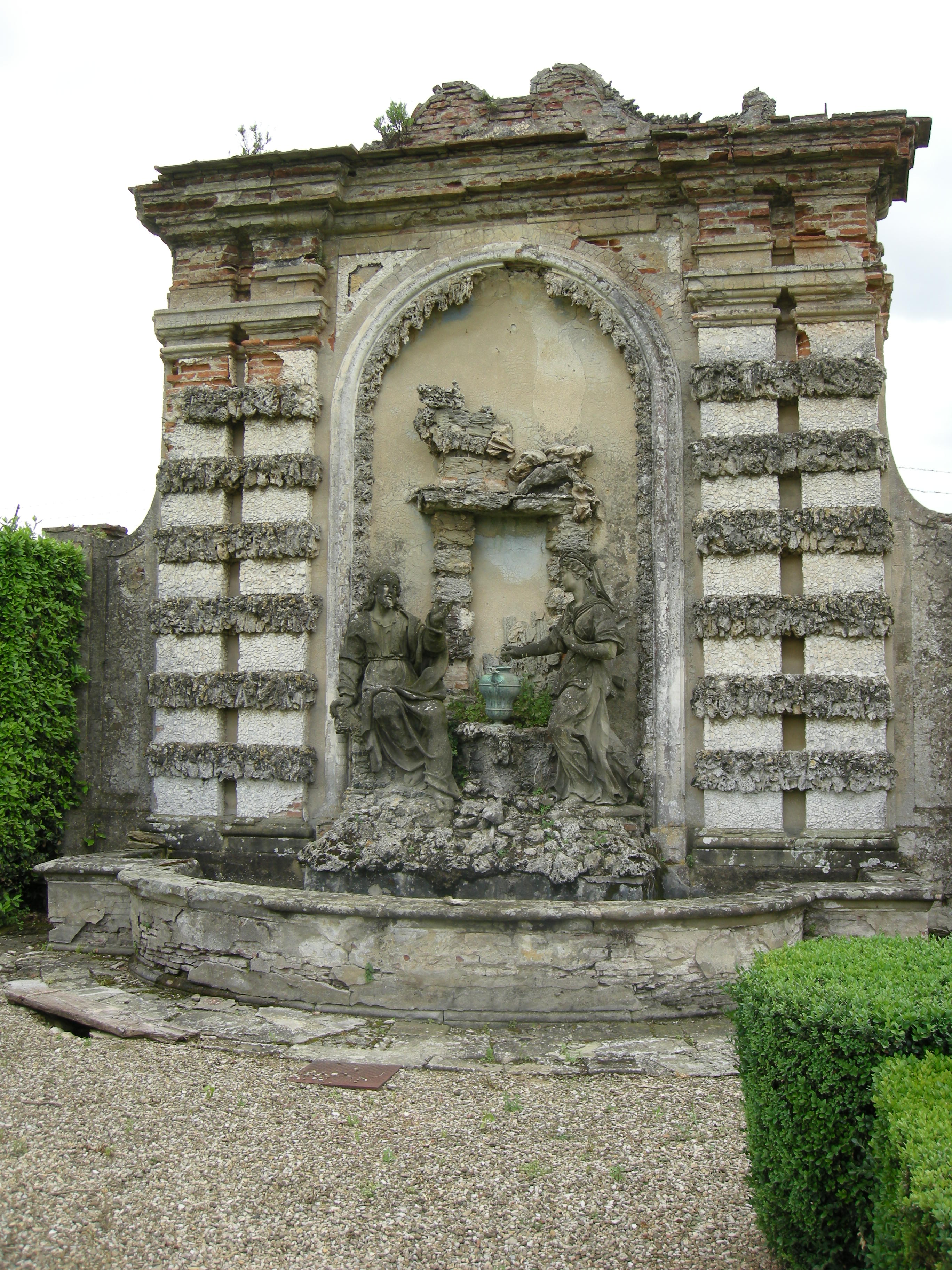
La Samaritana al pozzo, Giardino di Villa La Quiete

Molto importante, dato il numero di sculture richieste al Fortini, è stata la decorazione di Villa Bellavista nel pistoiese. Qui lavorò tra il 1699 nella cappella dove fece due angeli e il 1702 con le statue del giardino in travertino che raffigurano la Giustizia, l'Abbondanza e le Quattro stagioni. Mentre nel giardino di Villa La Quiete è suo il gruppo scultoreo della Samaritana al pozzo in pietra serena e una Grotta scolpita e decorata da Gioacchino con la partecipazione del fratello Benedetto Fortini pittore quadraturista che ha decorato con vedute architettoniche anche alcune sale interne della villa, tutti lavori fatti per Anna Maria Luisa de' Medici, Elettrice Palatina, ultima figlia del Granduca Cosimo III de' Medici, intorno al 1724.
Nel palazzo di famiglia, il Fortini adattò una sala a piccolo teatro dove furono rappresentate commedie di Giovan Battista Fagiuoli che gli dedica il Prologo di una sua "Burletta rusticale" dove il poeta dice:
(Giovan Battista Fagiuoli, Le Commedie)
Della sua attività di incisore di medaglie sono rimasti alcuni bellissimi esemplari oggi esposti nell'apposita sezione del Museo del Bargello

## Altre opere

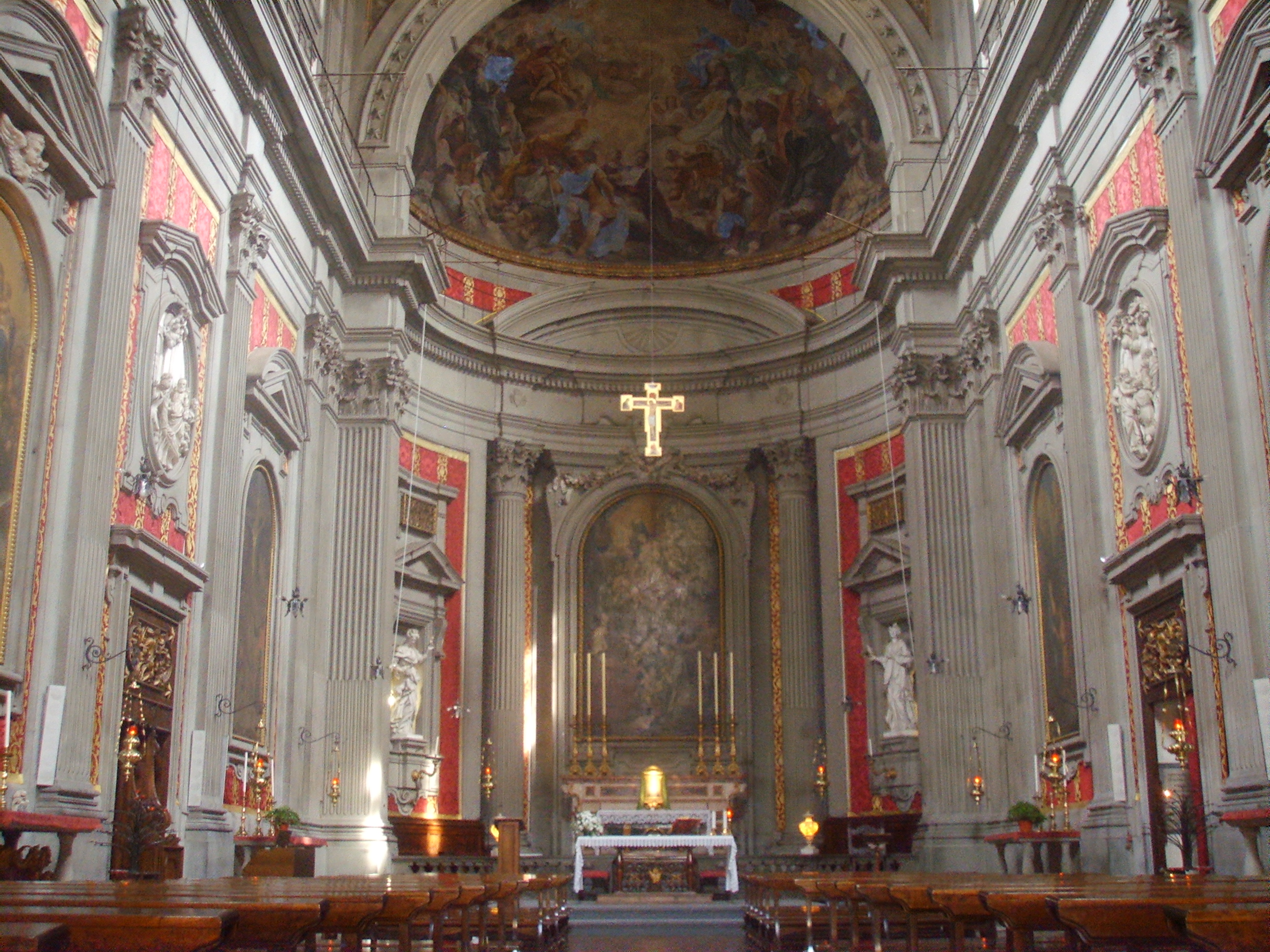
Interno della Chiesa di San Filippo Neri, Firenze

- Busto marmoreo del Gran Principe Ferdinando de' Medici, Museo di Liverpool
- Busto Marmoreo di Francesco Feroni, Villa Medicea di Cerreto Guidi
- Busto marmoreo di Prudenza Feroni, collezione privata di Londra
- Statua per il Sepolcro del generale von Hochkirchen, Cattedrale di Colonia
- Cupido addormentato, bronzo dorato, Collezione privata
- Busto di donna, terracotta, Collezione privata